# اسکناس پنجاه دلاری آمریکا
اسکناس پنجاه دلاری آمریکا اسکناسی رایج در ایالات متحده آمریکا است که برروی این اسکناس عکس یولیسیز سایمن گرانت هجدهمین رئیس‌جمهور ایالات متحده آمریکا و بر پشت این اسکناس عکس کنگره ایالات متحده آمریکا نقش بسته‌است.

## نگارخانه

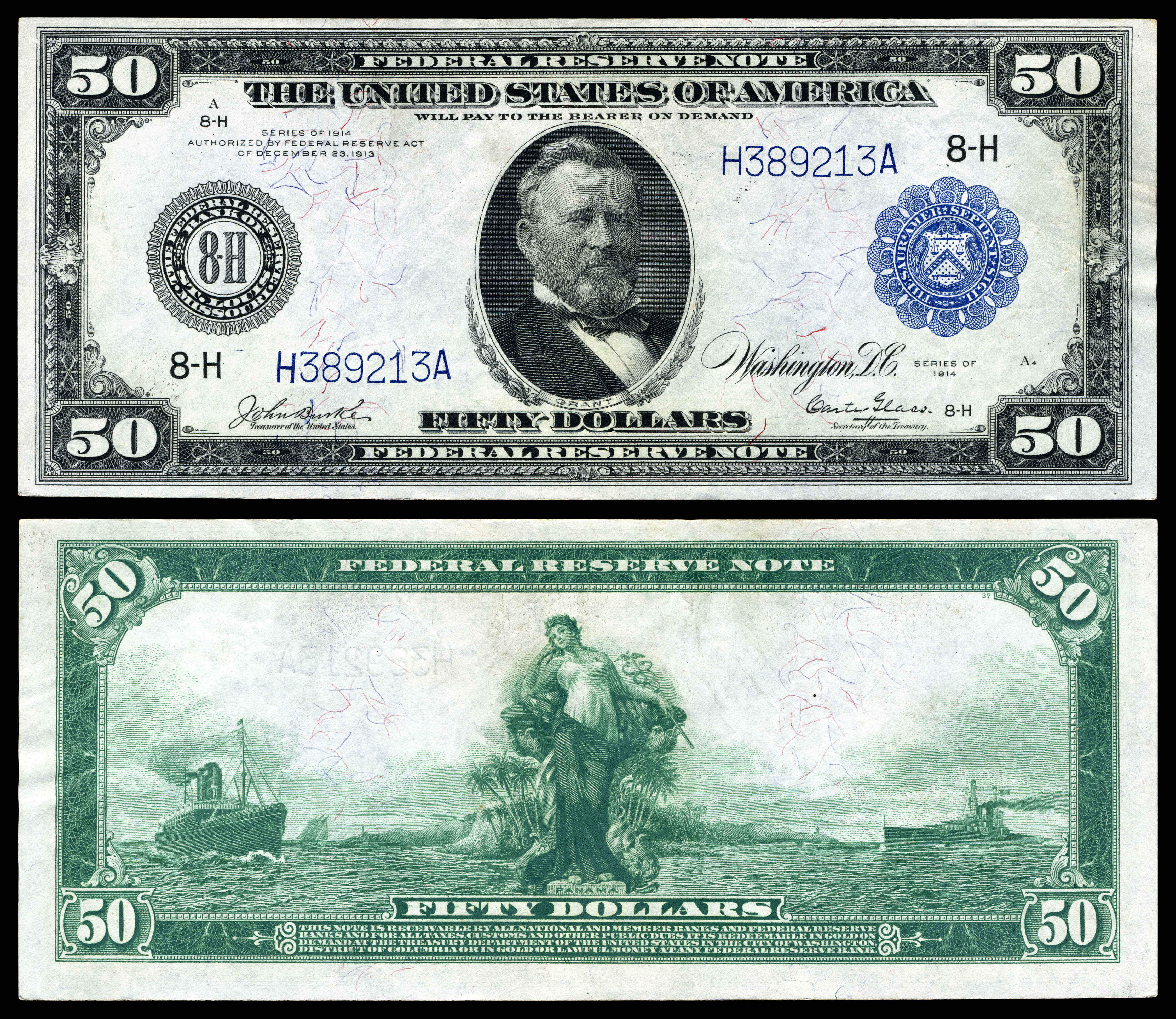
طرح سال ۱۹۱۴